# 스마트폰 특허분쟁
스마트폰 특허분쟁, 스마트폰 전쟁(smartphone wars) 또는 스마트폰 특허 라이선스 및 소송은 소니 모바일, 구글, 애플, 삼성, 마이크로소프트, 노키아, 모토로라, 화웨이, LG전자, ZTE, HTC 등 스마트폰 제조업체 간의 특허 소송 및 기타 수단에 의한 상업적 분쟁을 의미한다. 이 분쟁은 기술 및 소프트웨어 기업 간의 광범위한 특허분쟁의 일환이다.
시장 점유율을 확보하고 늘리기 위해 특허를 부여받은 기업은 경쟁업체가 특허가 적용되는 방법을 사용하는 것을 막기 위해 소송을 제기할 수 있다. 2010년 이후 스마트폰 및 스마트폰 OS 기반 기기(예: 안드로이드 및 IOS) 시장에서 특허 및 디자인을 기반으로 한 소송, 맞소송 및 무역 불만의 수가 크게 증가했다.

## 타임라인
주요 소송, 맞소송, 판결, 라이선스 계약 및 기타 주요 사건은 이탤릭체로 표기되어 있다.

### 2009
소송 및 맞소송의 패턴은 2009년 애플 아이폰 3G와 최초의 안드로이드 폰 형태의 반응형 터치스크린, 최신 멀티태스킹 운영체제, 완벽한 웹 접근을 제공하는 브라우저 및 애플리케이션 스토어를 결합한 현대적인 스마트폰의 등장으로 스마트폰 수요 증가가 급격히 가속화되면서 본격적으로 시작되었다.
- 2009년 10월 22일: 노키아가 애플을 10개 특허 침해로 고소하다.[6][7]
- 2009년 12월 11일: 애플이 노키아를 13개 특허 침해로 맞고소하다.[8]
- 2009년 12월 29일: 노키아가 2차 소송[9] 및 7개 추가 특허에 대한 미국 국제무역위원회 (ITC) 불만을 애플에 제기하다.[10]

### 2010
- 2010년 1월 15일: 애플이 9개 특허에 대해 노키아에 ITC 불만을 제기하다.[11][12]
- 2010년 2월 19일: 애플이 노키아에 대한 맞소송에서 노키아에 대한 ITC 불만에 포함된 4개 특허를 제외하다.
- 2010년 2월 24일: 애플이 노키아에 대한 ITC 불만에 포함된 9개 특허에 대해 노키아의 2차 소송에 맞고소하다.
- 2010년 3월 2일: 애플이 HTC를 10개 특허 침해로 고소하고, 10개 추가 특허에 대해 HTC에 ITC 불만을 제기하다.[13][14][15][16][17]
- 2010년 4월 26일: 애플의 노키아에 대한 ITC 불만에 포함된 특허 중 5개가 HTC에 대한 ITC 불만으로 병합되다.
- 2010년 4월 27일: HTC가 마이크로소프트와 마이크로소프트 특허 라이선스 계약을 체결하고 HTC의 안드로이드 기반 기기에 대한 로열티를 지불하다.[18][19] (핸드셋당 5달러로 알려짐).
- 2010년 5월 7일: 노키아가 애플을 5개 추가 특허 침해로 3차 소송을 제기하다.[20]
- 2010년 5월 12일: HTC가 5개 특허에 대해 애플에 ITC 불만을 제기하다.[21]
- 2010년 5월 28일: S3 그래픽스가 아이폰, 아이팟 터치, 아이패드 및 애플 컴퓨터에 사용된 4개 특허에 대해 애플에 ITC 불만을 제기하다.[22]
- 2010년 6월 28일: 애플이 노키아의 3차 소송에 7개 추가 특허로 맞고소하다.
- 2010년 7월 6일: HTC가 3개 특허로 애플에 맞고소하다.[23]
- 2010년 7월 21일: 노키아가 애플에 대한 ITC 불만에서 1개 특허를 제외하다.
- 2010년 8월 12일: 오라클이 안드로이드에서 자바 사용과 관련된 7개 특허로 구글을 고소하다.[24] 오라클 대 구글 참고.
- 2010년 9월 17일: 노키아가 애플에 대한 3차 소송에 2개 특허를 추가하다.
- 2010년 9월 27일: 애플이 영국과 독일에서 9개 특허 침해로 노키아를 고소하다.
- 2010년 9월 30일: 노키아가 독일에서 4개 특허 침해로 애플에 맞고소하다.
- 2010년 10월 1일: 마이크로소프트가 9개 특허 침해로 모토로라에 ITC 불만과 소송을 제기하다.[25][26]
- 2010년 10월 6일: 모토로라가 18개 특허 침해로 애플을 고소하고, 그 중 6개에 대해 애플에 ITC 불만을 제기하다.[27]
- 2010년 10월 8일: 모토로라가 12개 애플 특허를 침해하지 않았으며 해당 특허가 무효임을 선언해 줄 것을 요청하는 선언적 판결을 요청하다.[28][29]
- 2010년 10월 29일: 애플이 6개 특허 침해로 모토로라를 고소하고, 그 중 3개에 대해 모토로라에 ITC 불만을 제기하다.[30][31]
- 2010년 12월 1일: 애플이 모토로라가 이전에 침해하지 않았다고 선언적 판결을 요청했던 12개 특허를 모토로라에 대한 소송에 추가하다.[32]

### 2011
- 2011년 3월 21일: 마이크로소프트가 반스 & 노블을 Nook 전자책 리더의 안드로이드 운영체제 문제로 고소하다.[33][34][35]
- 2011년 4월 15일: 애플이 삼성의 갤럭시 S 스마트폰 및 갤럭시 탭 태블릿을 포함한 갤럭시 모바일 제품군에 대해 특허 및 상표권 침해(7개 실용 신안 특허, 3개 디자인 특허, 3개 등록된 트레이드 드레스, 6개 상표 등록 아이콘)로 삼성을 고소하다.[36][37]
- 2011년 4월 22일: 삼성이 한국(5개 특허), 일본(2개 특허), 독일(3개 특허)에서 애플을 고소하다.[38]
- 2011년 4월 28일: 삼성이 10개 특허로 애플에 맞고소하다.[39]
- 2011년 5월 18일: 삼성은 애플이 자사를 고소한 소송의 일환으로 발표된 갤럭시 S2, 인퓨즈 4G, 인퓨즈 4G LTE 스마트폰과 갤럭시 탭 8.9 및 갤럭시 탭 10.1 태블릿 샘플을 애플에 제공하라는 명령을 받다.[40][41]
- 2011년 5월 18일: 삼성이 발표되지 않은 아이폰 5 및 아이패드 3 프로토타입 샘플을 애플에 제공하라는 법원 신청을 제기하다.[42]
- 2011년 6월 14일: 노키아와 애플은 애플이 노키아에 미공개 일회성 지급금과 지속적인 로열티를 지불하기로 합의하면서 소송을 해결하다.[43][44]
- 2011년 6월 16일: 애플이 삼성에 대한 소송을 수정하여 2개 실용 신안 특허와 1개 디자인 특허를 제외하고 3개 새로운 실용 신안 특허와 4개 트레이드 드레스 애플리케이션을 추가하여 현재 삼성 갤럭시 탭 10.1을 포함하다.[45]
- 2011년 6월 22일: 삼성의 애플의 미발표 아이폰 5 및 아이패드 3 프로토타입 샘플을 제공하라는 신청이 기각되다.[46]
- 2011년 6월 27일: 제너럴 다이내믹스 Itronix는 마이크로소프트와 마이크로소프트 특허 라이선스 계약을 체결하고 제너럴 다이내믹스 Itronix의 안드로이드 기반 기기에 대한 로열티를 지불하다.[47][48]
- 2011년 6월 29일: Velocity Micro는 마이크로소프트와 마이크로소프트 특허 라이선스 계약을 체결하고 Velocity Micro의 안드로이드 기반 기기에 대한 로열티를 지불하다.[48][49]
- 2011년 6월 30일: 애플, EMC 코퍼레이션, 에릭슨, 마이크로소프트, 리서치 인 모션, 소니로 구성된 컨소시엄이 구글[50]과의 6,000개 이상의 노텔 모바일 관련 통신 특허 경매에서 45억 달러에 승리하다.[51][52]
- 2011년 6월 30일: 온쿄는 마이크로소프트와 마이크로소프트 특허 라이선스 계약을 체결하고 온쿄의 안드로이드 기반 기기에 대한 로열티를 지불하다.[48][53]
- 2011년 7월 1일: 애플이 인퓨즈 4G, 갤럭시 S 4G, 드로이드 차지, 갤럭시 탭 10.1 등 4개 삼성 제품에 대해 3개 디자인 특허와 1개 실용 신안 특허를 기반으로 예비 금지 명령을 신청하다.[54]
- 2011년 7월 1일: ITC는 애플이 S3 그래픽스에서 보유한 2개 특허를 침해했으며, 다른 2개는 침해하지 않았다고 판결하다.[55]
- 2011년 7월 5일: 위스트론은 마이크로소프트와 마이크로소프트 특허 라이선스 계약을 체결하고 위스트론의 안드로이드 기반 기기에 대한 로열티를 지불하다.[48][56][57]
- 2011년 7월 6일: HTC가 애플에 대한 방어를 위해 235개 특허를 확보하기 위해 S3 그래픽스 인수에 동의하다.[58][59][60]
- 2011년 7월 6일: 마이크로소프트가 모든 안드로이드 기기에 대해 주장된 특허 침해에 대해 삼성으로부터 15달러의 라이선스 비용을 요구하다.[61]
- 2011년 7월 11일: 애플이 5개 추가 특허에 대해 HTC에 2차 ITC 불만을 제기하고, 이 2차 ITC 불만에 포함된 4개 특허에 대해 HTC를 이미 고소하지 않았던 특허로 HTC를 고소하다.[62][63]
- 2011년 7월 11~12일: 구글이 IBM으로부터 1,029개 특허를 미공개 금액으로 인수하다.[64][65]
- 2011년 7월 15일: ITC는 HTC가 2개 애플 특허를 침해했다고 판결하다.[66]
- 2011년 8월 2일: 애플이 호주에서 10개 특허 침해로 삼성을 고소하여 삼성이 호주에서 삼성 갤럭시 탭 10.1 태블릿 출시 및 광고를 무기한 연기하다.[67][68]
- 2011년 8월 9일: 독일 법원이 애플의 삼성 소송에서 삼성 갤럭시 탭 10.1에 대한 예비 금지 명령을 내려 유럽 대부분 지역에서 판매가 금지되다.[69][70]
- 2011년 8월 15일: 구글이 모토로라 모빌리티를 125억 달러에 인수할 의향을 발표하다. 모토로라의 18개 특허는 애플과 마이크로소프트에 대한 방어 또는 맞소송에 잠재적으로 사용될 수 있으며 스마트폰 전쟁에 영향을 미칠 수 있다. 이 특허들은 힘의 균형을 바꾸고 다양한 플레이어들이 소송을 해결하도록 강제할 수 있다.[71][72]
- 2011년 8월 16일: 유럽에서 삼성 갤럭시 탭 10.1 판매 금지가 독일 외 지역에서 해제되다.[73][74]
- 2011년 8월 17일: 구글이 IBM으로부터 1,023개 특허를 미공개 금액으로 추가 인수하다(2011년 9월 13일까지 공개되지 않음).[75]
- 2011년 8월 23일: 마이크로소프트가 7개 특허 침해를 근거로 미국에서 여러 주요 모토로라 스마트폰 및 기기에 대한 판매 금지를 요청하는 불만을 ITC에 제기하다.[76][77]
- 2011년 8월 24일: 네덜란드 법원이 애플의 특허 침해 주장에 따라 삼성 갤럭시 S, 갤럭시 S II, 갤럭시 에이스의 유럽 여러 국가 판매를 금지하다.[78]
- 2011년 9월 2일: 애플이 삼성의 프로토타입 삼성 갤럭시 탭 7.7 태블릿을 베를린 IFA 무역 박람회에서 전시하는 것을 금지하는 예비 금지 명령을 받다.[79]
- 2011년 9월 2일: 애플의 법원 소송 서류는 앤디 루빈이 제너럴 매직과 Danger, Inc.에서 일하기 전에 애플에서 일하는 동안 안드로이드 프레임워크에 대한 영감을 얻었다고 주장하다.[80]
- 2011년 9월 7일: HTC가 구글로부터 받은 9개 특허를 사용하여 애플에 맞고소하다. 이 움직임은 구글이 안드로이드를 사용하는 제조업체 관련 소송에 직접적인 지원을 제공하는 첫 단계로 보인다.[81][82][83][84]
- 2011년 9월 8일: 에이서[85]와 뷰소닉[86]이 스마트폰 및 태블릿에서 안드로이드 사용과 관련하여 마이크로소프트와 특허 라이선스 계약을 체결하다.[87][88]
- 2011년 9월 9일: 독일에서 삼성 갤럭시 탭 10.1 판매 금지에 대한 애플의 예비 금지 명령이 유지되다.[89]
- 2011년 9월 12일: 삼성이 7월에 제기된 3개 특허에 대한 프랑스 애플 소송을 발표하다.[90]
- 2011년 9월 12일: 애플이 영국에서 미공개 특허 수에 대해 삼성에 맞고소하다.[91]
- 2011년 9월 13일: 미국특허청에 의해 구글의 8월 17일 IBM으로부터의 1,023개 특허 인수가 공개되다.[75][92]
- 2011년 9월 17일: 삼성이 호주에서 7개 특허에 대해 애플에 맞고소하다.[93]
- 2011년 9월 28일: 삼성이 마이크로소프트와 마이크로소프트 특허 라이선스 계약을 체결하고 삼성의 안드로이드 기반 기기에 대한 로열티를 지불하다.[94][95][96]
- 2011년 10월 12일: 호주 법원이 애플의 삼성 소송에서 삼성 갤럭시 탭 10.1에 대한 예비 금지 명령을 내려 2011년 휴가철까지 호주 판매를 금지하다.[97]
- 2011년 10월 13일: 애플의 삼성에 대한 미국 소송의 판사가 삼성 태블릿이 애플 특허를 침해했으나 일부 특허의 유효성이 의문스러울 수 있다는 데 동의하다.[98]

### 2012
- 2012년 1월 17일: 애플이 독일 뒤셀도르프 지방법원에 갤럭시 S2가 애플 특허를 침해했다고 주장하며 삼성을 고소하다.[99]
- 2012년 3월 7일: 삼성이 서울중앙지방법원에 아이폰 4S와 아이패드 2가 자사 특허 3개를 침해했다고 주장하며 소송을 제기하다.[100]
- 2012년 3월 7일: 앨런 그로퍼 판사가 애플이 코닥을 특허 침해로 고소하는 것을 허용하지 않았다. 이는 "부적절한 진행 방식"이라고 주장했다.[101]
- 2012년 5월 22일: 구글 주식회사가 모토로라 모빌리티 인수를 완료하다.
- 2012년 6월 10일: 애플이 캘리포니아 새너제이에서 자동 고침 특허 침해로 삼성을 고소하다.[102]
- 2012년 6월 23일: 연방 판사 포스너가 애플-모토로라 사건을 예외 없이 기각하다.[103]
- 2012년 6월 29일: 애플이 삼성 갤럭시 탭 10.1 수입 금지 명령을 받다.[104]
- 2012년 6월 30일: 루시 고 판사가 삼성 갤럭시 넥서스에 대한 애플의 금지 명령을 승인하다.[105]
- 2012년 7월 1일: 삼성이 갤럭시 넥서스에 대한 애플의 금지 명령에 대해 항소를 제기하다.[106]
- 2012년 7월 2일: 노키아가 넥서스 7이 자사 특허를 침해한다고 주장하다.[107]
- 2012년 7월 4일: 영국 고등 법원이 애플이 HTC에 제기한 4개 특허 중 3개가 무효라고 판결하다.[108]
- 2012년 7월 6일: 구글과 삼성은 루시 고 판사가 애플에 승인한 금지 명령의 결과로 갤럭시 넥서스와 갤럭시 S3의 통합 검색 바 기능을 저하시키도록 강제되다.[109]
- 2012년 7월 6일: ITU가 이해 관계자들이 의견 차이를 해결하도록 10월 10일 제네바에서 특허 원탁 회의를 개최한다고 발표하다.[110]
- 2012년 7월 9일: 삼성이 영국에서 갤럭시 탭에 대한 애플과의 특허 분쟁에서 승리하다. 콜린 버스 판사는 삼성의 태블릿이 애플의 태블릿만큼 "멋지지 않고", "애플 디자인이 가진 절제된 극도의 단순성을 가지고 있지 않다"고 말했다.[111]
- 2012년 7월 12일: 샌프란시스코 기반 EMG 기술이 동부 텍사스 법원에서 구글의 모바일 버전 크롬이 "무선 장치 화면의 영역을 조작하여 인터넷 콘텐츠를 보고, 확대 및 스크롤하는 장치 및 방법"에 대한 특허를 침해했다고 주장하며 구글을 고소하다.[112]
- 2012년 7월 15일: RIM이 Mformation에게 원격 관리 특허 침해로 1억 4,700만 달러를 지불하라는 명령을 받다.[113]
- 2012년 7월 18일: 애플이 USPTO로부터 '모든 스마트폰 특허의 어머니'를 부여받았다. 이는 "블로그, 이메일, 전화, 카메라, 비디오 플레이어, 달력, 브라우저, 위젯, 검색, 메모, 지도 및 가장 중요한 멀티터치 인터페이스를 위해 애플이 설계한 사용자 인터페이스를 포함한다".[114][115]
- 2012년 7월 18일: 애플은 영국 버스 판사에 의해 삼성에 대한 공개 사과문을 웹사이트에 게시하여 삼성이 아이패드를 복사하지 않았다고 명시하도록 강제되다.[116][117][118]
- 2012년 7월 27일: 만하임 법원이 모토로라의 안드로이드 기기가 마이크로소프트 FAT 특허를 침해했다고 판결하여 독일에서 판매를 금지하다.[119]
- 2012년 8월 23일: 한국 서울 법원이 애플과 삼성 양측이 서로의 특허를 침해했으며, 삼성이 애플 제품의 외관을 모방하지 않았다고 판결하다.
- 2012년 8월 24일: 애플이 삼성과의 특허 분쟁에서 승리하여 제기된 7개 특허 중 6개에 대해 10억 4,900만 달러의 손해 배상을 받다.[120] 삼성은 맞소송에서 0달러를 받다.[121] 배심원단은 3일간 심의 끝에 삼성 등이 애플의 "스크롤 바운스백" 특허와 "핀치 투 줌" 특허를 침해했다는 판결을 내렸다.[121]
- 2012년 8월 31일: 도쿄 법원이 삼성의 갤럭시 스마트폰 및 태블릿이 기기와 서버 간의 음악 및 비디오 동기화 기술에 대한 애플 특허를 침해하지 않았다고 판결하다.[122]
- 2012년 10월 11일: 미국 항소 법원이 삼성 갤럭시 넥서스 스마트폰에 대한 판매 금지 명령을 뒤집고, 캘리포니아 지방 법원이 갤럭시 넥서스 판매에 대한 예비 금지 명령을 부과하는 데 "재량권을 남용"했으며 애플이 판매 금지 사유를 입증하지 못했다고 판결하다.[123]
- 2012년 10월 18일: 영국 항소 법원은 삼성의 갤럭시 태블릿이 애플의 디자인을 침해하지 않았다는 고등 법원 판결을 유지했다. 판결의 일부로 애플은 일부 간행물과 자체 웹사이트에 삼성이 자사 태블릿 디자인을 복사하지 않았다는 공고를 게재하도록 지시받았다. 이 결정은 유럽 연합 전체에 유효하며, EIP의 파트너인 다렌 스미스는 "이것이 마지막이 될 것이다. 대법원 항소는 원칙적으로 가능하지만, 지금까지 애플이 그러한 항소를 계획한다는 징후는 없었다"고 언급했다.[124]
- 2012년 10월 23일: 미특허청은 비최종 사무 처분에서 애플의 고무 밴딩 특허(미국 특허 7,469,381호)의 20개 청구항 전체를 무효로 선언했으며, 여기에는 캘리포니아 여름 재판에서 애플이 삼성에 대해 성공적으로 주장했던 청구항 19도 포함된다. 해당 청구항들은 '명백함'과 '신규성 부족'을 근거로 기각되었다.[125][126]
- 2012년 11월 5일: 구글의 모토로라 모빌리티에 대한 애플의 특허 남용 주장 소송이 미국 연방 법원에 의해 기각되다.[127]
- 2012년 11월 13일: HTC가 애플과 합의하고 애플에 미공개 금액의 로열티를 지불하기로 동의하다.[128]
- 2012년 11월 28일: 스웨덴 이동통신 인프라 제조업체인 에릭슨이 자사의 이동통신 인프라 기술 특허 침해로 미국에서 삼성을 고소하다.[129]
- 2012년 12월 7일: 미국특허청의 예비 판결에서 스티브 잡스 특허인 미국 특허 7,479,949호의 20개 청구항 전체를 무효로 선언하다.[130]
- 2012년 12월 13일: 미국 연방 배심원단이 애플의 아이폰이 노키아와 소니 소유의 MobileMedia Ideas LLC에 속하는 3개 모바일 기기 특허를 침해했다고 판결하다.[131]
- 2012년 12월 17일: 고 판사가 삼성에 대한 애플의 영구 금지 명령 신청을 기각하다.[132]
- 2012년 12월 26일: 삼성전자가 미국 국제무역위원회 (USITC)에 에릭슨 제품 일부의 미국 판매 금지를 요청하는 불만을 제기하다.[133]

### 2013
- 2013년 6월: ITC는 아이패드가 삼성 특허를 침해한다고 판결하다.[134]
- 2013년 8월: 6월 ITC 판결이 뒤집히고, ITC는 구형 삼성 폰들이 애플 특허 2개를 침해했다는 이유로 판매를 금지하다.[134]
- 2013년 10월 31일: 애플과 마이크로소프트가 소유한 컨소시엄인 Rockstar Consortium이 구글, 화웨이 및 삼성을 상대로 법적 조치를 시작하다.[135] 또한 아수스텍, HTC, LG전자, 팬택, ZTE 등 안드로이드 폰 제조업체들도 포함되다.[136]
- 2013년 12월 23일: 구글이 캘리포니아 새너제이에서 맞소송을 제기하며 Rockstar 컨소시엄에 대한 법적 조치를 시작하다.[137]

### 2014
- 2014년 2월: HTC와 노키아가 모든 특허 소송을 해결하고 HTC가 노키아에 미공개 금액을 지불하다.[138]
- 2014년 3월: 미국 재판 애플 대 삼성에서 9억 2,900만 달러 판결이 확정되다. 삼성이 정식 항소를 제기하다.[134]

### 2015
- 1월 14일: 에릭슨이 애플을 계약 위반으로 고소하고 자사 모바일 기술에 대한 특허 라이선스 계약을 요구하다.[139]
- 3월 9일: 마이크로소프트가 교세라를 미국 연방 법원에 특허 침해로 고소하고 3개 안드로이드 스마트폰에 대한 수입 금지를 요청하다.[140]

### 2016
- 12월 6일: 대법원은 2012년 애플 대 삼성 재판에서 애플에 수억 달러를 지급한 판결을 8대 0으로 뒤집고, "제조물"의 적절한 법적 기준을 정의하기 위해 연방 항소 법원에 사건을 돌려보냈다. 이는 스마트폰 자체가 아니라 디자인 특허와 관련된 케이스와 화면일 수 있기 때문이다.[141]
- 7월 8일: 중국에서 삼성과 화웨이 간의 2016년 (岳03民初第1382호) 사건이 접수되다.

### 2017
- 3월: IWNCOMM이 소니를 상대로 중국에서 최초의 SEP 금지 명령을 얻다.[142][143][144]

### 2018
- 4월 13일: 삼성이 화웨이를 상대로 2개의 중국 SEP 금지 명령을 집행하는 것을 막는 소송 금지 명령을 받다.[145]

### 2019
- 2월 26일: 삼성과 화웨이가 미국 연방 항소 법원에 소송 중지 신청을 제출하다.[146]

### 2021
- 7월 12일: 노키아가 4G/5G 특허로 4개국에서 OPPO를 고소하다.
- 9월 14일: OPPO가 9개국에서 노키아를 맞고소하다.

## 같이 보기
- 애플 소송
- 삼성전자와 애플의 소송 및 분쟁
- 구글 소송
- 모토로라 모빌리티 대 애플
- 오라클 대 구글
- 마이크로소프트 대 모토로라
- 삼성 대 화웨이